# Distrito de Feldkirchen

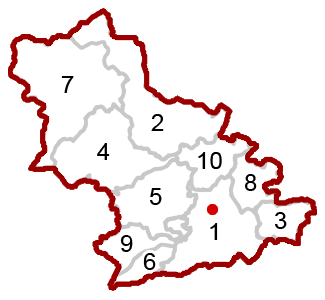
Mapa del distrito.

Feldkirchen es un distrito del estado de Carintia, Austria.

## Localidades con población (año 2018)
- Albeck 995
- Feldkirchen in Kärnten 14 198
- Glanegg 1869
- Gnesau 1034
- Himmelberg 2287
- Ossiach 785
- Reichenau 1822
- St. Urban 1544
- Steindorf am Ossiacher See 3771
- Steuerberg 1662

## Municipios
Las ciudades (Städte) se indican en negrita; barrios, aldeas y otras subdivisiones del municipio se indican con letras pequeñas.
- Albeck, Albeck (en esloveno: Št. Rupert) (2)
  - Albeck Obere Schattseite, Albeck Untere Schattseite, Benesirnitz, Egarn, Frankenberg, Grillenberg, Hochrindl, Hochrindl-Alpl, Hochrindl-Kegel, Hochrindl-Tatermann, Hofern, Holzern, Kalsberg, Kogl, Kruckenalm, Lamm, Leßnitz, Neualbeck, Oberdörfl, Obereggen, Seebachern, Sirnitz, Sirnitz-Schattseite, Sirnitz-Sonnseite, Sirnitz-Winkl, Spitzwiesen, St. Ruprecht, Stron, Unterdörfl, Untereggen, Weitental,Wippa
- Feldkirchen in Kärnten (en esloveno: Trg)  (1)
- Glanegg (en esloveno: Klanek)  (3)
  - Bach, Besendorf, Deblach, Flatschach, Friedlach, Glanegg, Glantscha, Gösselsberg, Gramilach, Grintschach, Haidach, Kadöll, Krobathen, Kulm, Maria Feicht, Maria Feicht-Gegend, Mauer, Mautbrücken, Meschkowitz, Metschach, Paindorf, Rottendorf, Schwambach, St. Gandolf, St. Leonhard, Tauchendorf, Unterglanegg
- Gnesau (en esloveno: Knežova) (4)
  - Bergl, Eben, Gnesau, Görzberg, Görzwinkl, Gurk, Haidenbach, Maitratten, Mitteregg, Sonnleiten, Weißenbach, Zedlitzdorf
- Himmelberg (en esloveno: Sokovo) (5)
  - Außerteuchen, Dragelsberg, Draschen, Eden, Flatschach, Fresen, Glanz, Grilzberg, Grilzgraben, Grintschach, Himmelberg, Hochegg, Kaidern, Klatzenberg, Kösting, Kraß, Lassen, Linz, Manessen, Oberboden, Pichlern, Pojedl, Sallach, Saurachberg, Schleichenfeld, Schwaig, Sonnleiten, Spitzenbichl, Tiebel, Tiffnerwinkl, Tobitsch, Tschriet, Werschling, Winklern, Wöllach, Zedlitzberg
- Ossiach (en esloveno: Osoje) (6)
  - Alt-Ossiach, Ossiach, Ostriach, Rappitsch, Tauern, Untertauern
- Reichenau, Reichenau (en esloveno: Rajnava) (7)
  - Ebene Reichenau, Falkertsee, Falkertsee, Hinterkoflach, Lassen, Lorenzenberg, Mitterdorf, Patergassen, Plaß, Rottenstein, Saureggen, Schuß, Seebach, St. Lorenzen, St. Margarethen, Turracherhöhe, Vorderkoflach, Vorwald, Waidach, Wiederschwing, Wiedweg, Winkl
- Sankt Urban (en esloveno: Sveti Urban) (8)
  - Agsdorf, Agsdorf-Gegend, Bach, Bach-St. Urban, Eggen, Gall, Gasmai, Göschl, Gößeberg, Grai, Hafenberg, Kleingradenegg, Lawesen, Oberdorf, Reggen, Retschitz, Retschitz-Simonhöhe, Rittolach, Rogg, St. Paul, St. Urban, Stattenberg, Trenk, Tumpf, Zirkitz, Zwattendorf
- Steindorf am Ossiacher See (en esloveno: Kamna vas) (9)
  - Apetig, Bichl, Bodensdorf, Burg, Burgrad, Golk, Langacker, Nadling, Ossiachberg, Ossiachberg, Pfaffendorf, Regin, Sonnberg, St. Urban, Steindorf am Ossiacher See, Stiegl, Stiegl, Tiffen, Tratten, Tscherneitsch, Tschöran, Unterberg, Winkl Ossiachberg
- Steuerberg (en esloveno: Šterska Gora) (10)
  - Dölnitz, Eden, Edern, Edling, Felfern, Fuchsgruben, Glabegg, Goggau, Graben, Hart, Hinterwachsenberg, Jeinitz, Kerschdorf, Köttern, Kraßnitz, Niederwinklern, Pölling, Prapra, Regenfeld, Rennweg, Rotapfel, Sallas, Sassl, Severgraben, St. Martin, Steuerberg, Thörl, Unterhof, Wabl, Wachsenberg, Wiggis

(Los números entre paréntesis corresponden a los números del mapa del distrito que aparece a la derecha.)